# Órmos Athiniós
Órmos Athiniós är en vik i Grekland. Den ligger i prefekturen Kykladerna och regionen Sydegeiska öarna, i den sydöstra delen av landet, 230 km sydost om huvudstaden Aten. Órmos Athiniós ligger på ön Santorini.